# 第一木曽川橋梁

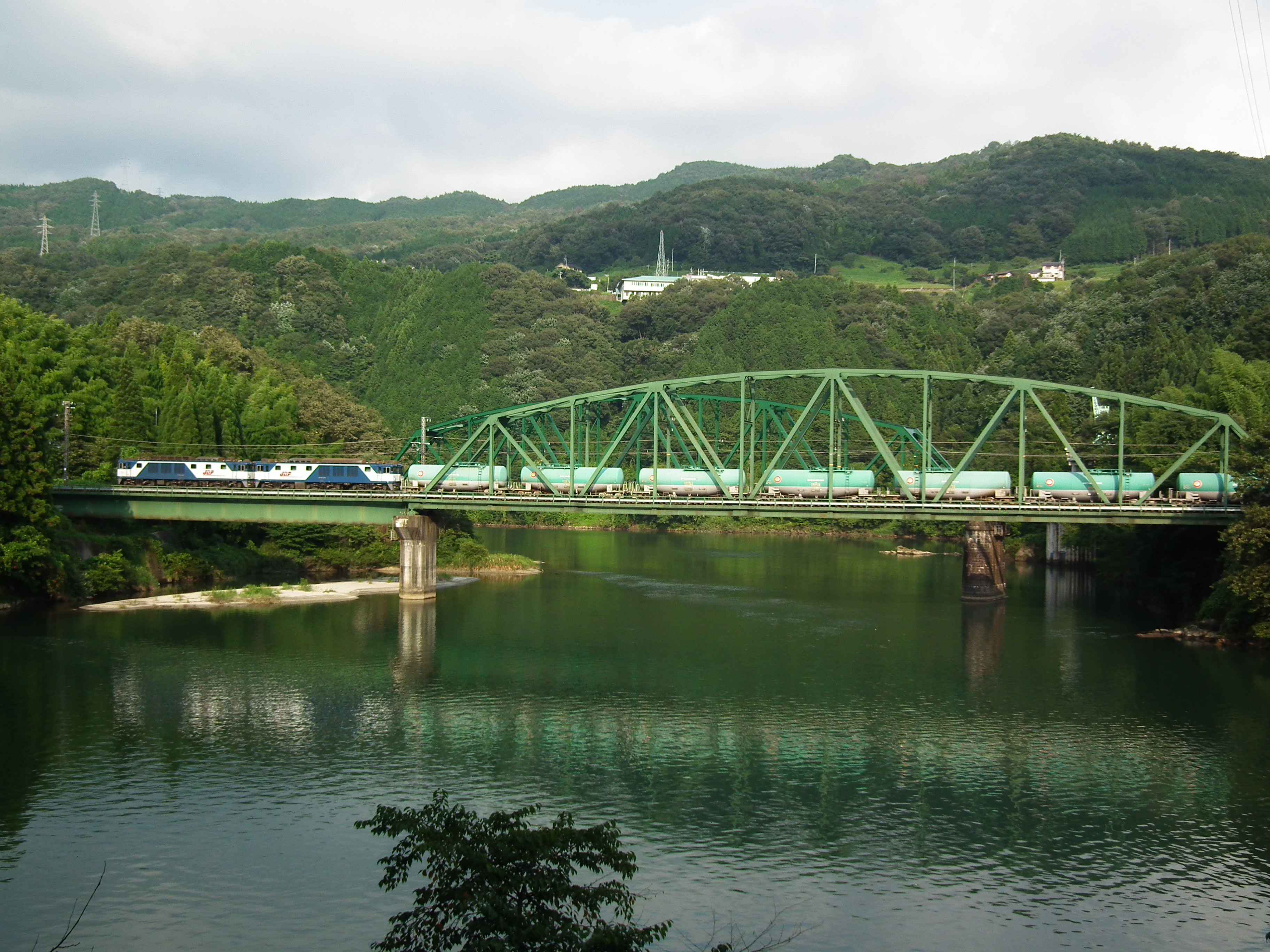
下り線第一木曽川橋梁を走行するEF64牽引の貨物列車

第一木曽川橋梁（だいいちきそがわきょうりょう）は、岐阜県中津川市をむすぶ、木曽川に架かるJR中央本線の橋梁である。
坂下駅と落合川駅の間に架かる鉄道橋である。上り線用と下り線用が別々にある。

## 概要
- 供用
  - 上り線：1968年（昭和43年）
  - 下り線：1972年（昭和47年）
- 延長：93.3m
- 構造：下路曲弦ワーレントラス 1連
- 区間：坂下駅 - 落合川駅

## 沿革
- 1907年（明治40年）：完成。単線でアメリカンブリッジ製。下路ペチットトラス。
- 1908年（明治41年）8月1日：中津駅 - 坂下駅が開通。供用開始。
- 1968年（昭和43年）9月25日：坂下駅 - 落合川駅が複線化。上流側に上り線用の橋梁が架橋される。従来の第一木曽川橋梁は下り線用となる。
- 1972年（昭和47年）4月24日：老朽化のため、下り線用橋梁が架け直される。

座標: 北緯35度31分41秒 東経137度31分53秒 / 北緯35.52806度 東経137.53139度